# 사카타역 (시가현)
사카타역(일본어: 坂田駅,さかたえき)은 시가현 마이바라시에 있는, 서일본 여객철도의 호쿠리쿠 본선(비와코 선) 상의 역이다.
오랫동안 기동차 2량분의 플랫폼만 있었으며, 마이바라 구간 운전의 기동차 이외에는 전 열차가 통과했던 소규모의 역이었다. 1991년에 나가하마까지의 직류화 공사 및 신쾌속 입선에 따라, 역의 이설, 역사, 주차장 설치가 이루어졌다. 주차장은 마이바라 시영으로, 무료로 개방되어 있어, 역 이용자의 편리성을 높이고 있다.

## 역 구조 및 개요
2면 2선의 상대식 플랫폼을 가지고 있는 지상역이다. 역사에는 자동 발매기가 오미 어머니 시골 커뮤니티 하우스 밖에 설치되어 있다.
무인역이지만, 자동 발매기에서 입장권을 판매하고 있다.
입장시에는 하우스를 반드시 지나야할 필요는 없고, 플랫폼 측면의 작은 건물(J스루 카드, ICOCA 등으로 인하여 액정이 설치된 자동 개찰기를 설치)로부터 직접 플랫폼에 입장하는 형태가 되어 있다. 또, 하행 플랫폼에 갈때에는 플랫폼 바깥쪽의 지하도를 이용하여 건너야 한다.
플랫폼의 높이는 920mm로, 나가하마 이북의 직류화 이후에도 1100mm로 높이지 않고 있다.

### 승강장
| 상행선 (동측) | ■ 비와코 선     | 마이바라 · 교토 · 오사카 방면       |
| 하행선 (서측) | ■ 호쿠리쿠 본선 | 나가하마 · 오미시오즈 · 쓰루가 방면 |

- 안내 상의 승강장 번호는 설정되어 있지 않다.
- 각 플랫폼의 접근 경보기로부터 경고 버저가 울렸고 멜로디는 없었으나, 최근의 JR서일본 안내방송 개정으로

"잠시 후, 열차가 들어옵니다. 위험하오니, 노란 점자블록까지 물러나 주십시오." 멘트의 안내방송을 열차가 완전히 정차할 때까지 반복한다.

## 승차량 변동
| 회사      | 승차 인원 | 승차 인원 | 승차 인원 | 승차 인원 | 승차 인원 | 승차 인원 | 승차 인원 | 승차 인원 | 주 석 |
| 회사      | 1993년    | 1994년    | 1995년    | 1996년    | 1997년    | 1998년    | 1999년    | 2000년    | 주 석 |
| --------- | --------- | --------- | --------- | --------- | --------- | --------- | --------- | --------- | ----- |
| JR 서일본 | 302       | 326       | 341       | 380       | 405       | 478       | 552       | 544       | [ 1 ] |
| 회사      | 2001년    | 2002년    | 2003년    | 2004년    | 2005년    | 2006년    | 2007년    | 2008년    |       |
| JR 서일본 | 552       | 574       | 582       | 572       | 550       | 575       | 612       | 647       | [ 1 ] |

## 역사
- 1931년 9월 15일 - 일본국유철도 호쿠리쿠 본선의 호쇼지역(일본어: 法性寺駅, ほうしょうじえき)로 개업. 여객역.
- 1940년 11월 1일 - 영업 정지.
- 1954년 8월 1일 - 영업 재개, 사카타 역으로 개칭.
- 1987년 4월 1일 - 일본국유철도 분할 민영화에 따라 서일본 여객철도의 역이 됨.
- 1991년 9월 14일 - 마이바라 ~ 나가하마간의 직류화에 맞추어, 승강장 연장으로 인하여 역을 마이바라 방면으로 200m 이설.
  - 구역의 소재지에는 역명표의 흔적과 플랫폼의 철책이 남아있다.

## 인접역
| 서일본 여객철도 호쿠리쿠 본선 | 서일본 여객철도 호쿠리쿠 본선 | 서일본 여객철도 호쿠리쿠 본선 |
| ----------------------------- | ----------------------------- | ----------------------------- |
| 마이바라 ·교토 방면           | ■ 비와코 선 신쾌속 · 보통     | 다무라 쓰루가 방면            |